# كاي وليامز
كاي وليامز (بالإنجليزية: Kay Williams)‏ هي ممثلة أمريكية، ولدت في 7 أغسطس 1916 في إيري في الولايات المتحدة، وتوفيت في 25 مايو 1983 في هيوستن في الولايات المتحدة بسبب قصور القلب.

## وصلات خارجية
- كاي وليامز على موقع IMDb (الإنجليزية)
- كاي وليامز على موقع قاعدة بيانات الفيلم (الإنجليزية)